# Cylindropuntia santamaria
Cylindropuntia santamaria là một loài thực vật có hoa trong họ Cactaceae. Loài này được (E.M.Baxter) Rebman mô tả khoa học đầu tiên.